# Frank Lisciandro
(Frank Lisciandro)
Frank Lisciandro (New York, ...) è uno sceneggiatore e fotografo statunitense.

## Biografia
Nato a Brooklyn, ha studiato fotogiornalismo alla Michigan State University, successivamente si diplomò in sceneggiatura e produzione cinematografica alla University of California UCLA. Fu proprio in questi anni che conobbe Jim Morrison, il noto cantante - leader dei Doors con il quale nacque una stretta e duratura amicizia. È stato regista insieme a Jim Morrison del film ‘HWY’, ed ha effettuato le riprese di ‘Feasts of Friends’. Nel 1978 Lisciandro ha co-prodotto un album di poesia e musica dei Doors intitolato ‘An American Prayer’. Successivamente ha curato due libri di poesie di Jim Morrison ‘The American Night’ e 'Wilderness'. Il suo ultimo lavoro è un album fotografico su Jim Morrison dal titolo ‘Jim Morrison diario fotografico’ che nelle sue 175 pagine raccoglie moltissime foto, alcune inedite su Jim Morrison del quale cerca di dare anche attraverso la scrittura di alcuni dialoghi, aneddoti, racconti, un'immagine del cantante dionisiaco.
Nel luglio 2012 Lisciandro ha allestito una mostra fotografica in prima assoluta in Italia, dal titolo "Obiettivo L.A. Woman", grazie alla mediazione dell'organizzatore Giuseppe Sterparelli. Gli scatti ritraevano i Doors e il loro leader durante le session del loro ultimo e storico disco L.A. Woman, di cui si è da poco celebrato il quarantennale. Nel novembre 2015 è tornato in Italia grazie al The Doors Italia Fan Club per promuovere il suo ultimo libro: Jim Morrison: Una conversazione tra amici, dove racconta un Jim inedito attraverso le storie e gli aneddoti dei suoi amici dall'infanzia all'età adulta.
Nel 2017 torna in Italia al festival internazionale della poesia di Genova interpretando in un reading, poesie inedite e non, dello stesso amico scomparso, accompagnato nella performance alla chitarra da Fabio Cubisino.

## Filmografia
- Feast of Friends, riprese di Frank Lisciandro con Jim Morrison
- Hwy, riprese di Frank Lisciandro con Jim Morrison